# Капелшчак
Капелшчак (хрв. Kapelščak, мађ. Szentmargithegy) је насељено место у општини Свети Мартин на Мури, Међимурска жупанија, Хрватска.

## Историја
До територијалне реорганизације у Хрватској био је у саставу старе општине Чаковец.

## Становништво
У попису становништва из 2011. године, Капелшчак је имао 144 становника.
| Број становника према пописима | Број становника према пописима | Број становника према пописима | Број становника према пописима | Број становника према пописима | Број становника према пописима | Број становника према пописима | Број становника према пописима | Број становника према пописима | Број становника према пописима | Број становника према пописима | Број становника према пописима | Број становника према пописима | Број становника према пописима | Број становника према пописима | Број становника према пописима |
| ------------------------------ | ------------------------------ | ------------------------------ | ------------------------------ | ------------------------------ | ------------------------------ | ------------------------------ | ------------------------------ | ------------------------------ | ------------------------------ | ------------------------------ | ------------------------------ | ------------------------------ | ------------------------------ | ------------------------------ | ------------------------------ |
| 1857                           | 1869                           | 1880                           | 1890                           | 1900                           | 1910                           | 1921                           | 1931                           | 1948                           | 1953                           | 1961                           | 1971                           | 1981                           | 1991                           | 2001                           | 2011                           |
| 156                            | 175                            | 0                              | 0                              | 205                            | 222                            | 242                            | 228                            | 259                            | 247                            | 226                            | 231                            | 191                            | 156                            | 173                            | 144                            |

Напомена: Године 1880. и 1890. подаци су садржани у насељу Гркавешчак. До 1981. исказивано под именом Капелшћак.

## Галерија
- поглед на село
- пејзаж
- камени крст